# 신성여자고등학교
신성여자고등학교(晨星女子高等學校)는 대한민국 제주특별자치도 제주시 영평동에 있는 사립 고등학교이다.

## 학교 연혁
- 1909년 10월 18일 : 제주 사립 신성여학교 창립, 창립자 마르셀 라크루(具瑪瑟) 신부
- 1916년 7월 25일 : 일제의 탄압과 교사불법 명도령으로 무기 휴교
- 1946년 10월 18일 : 제주신성여학원(⟶ 신성여자중학원)으로 재개교, 학원장 수이니 신부 취임
- 1949년 8월 3일 : 신성여자초급중학교 설립 인가, 초대 이사장 페트릭 T 브레난 주교 취임, 초대 교장 최정숙 선생 취임
- 1953년 11월 21일 : 신성여자고등학교 설립(3학급) 인가, 초대 교장 최정숙 선생 취임
- 1965년 4월 1일 : 학교법인 신성학원 설립인가
- 1979년 10월 2일 : 신축교사(제주시 도남동 800) 준공 이전
- 2002년 3월 1일 : 신축교사(제주시 영평동 2460번지) 준공 이전
- 2006년 11월 8일 : 학칙변경(30학급) 인가
- 2016년 3월 1일 : 다목적 강당(자비관) 준공
- 2021년 1월 19일 : 제7대 이사장 문창우 주교 취임
- 2025년 1월 6일 : 제70회 319명 졸업, 총 21,705명 졸업
- 2025년 3월 1일 : 제12대 교장 김승언 선생 취임

## 참고 자료
- 신성여자고등학교 - 한국교육학술정보원 학교알리미